# Hans Chemin-Petit der Ältere
Hans Chemin-Petit der Ältere (* 6. Juli 1864 in Rostock; † 11. Januar 1917 in Potsdam) war ein deutscher Geiger, Kapellmeister, Musiklehrer, Komponist und Dirigent.
Chemin-Petit wurde am Leipziger Konservatorium ausgebildet. Von 1883 bis 1884 war er dort u. a. Schüler von Friedrich Hermann, Henry Schradieck und Adolf Brodsky im Violinspiel und bekam auch Unterricht im Hornspiel von Friedrich Gumpert.
Von 1887 bis 1894 war er Kapellmeister in Altenburg, danach in Potsdam, wo er 1900 eine Musikschule gründete. Er komponierte fünf Opern und Chormusik.
Von seinem Vater Maurice Chemin-Petit (* 4. März 1832 in Leipzig; † 3. April 1885 in Ulm), der Kapellmeister in Halle (Saale), Rostock und Ulm war, sind zwei Opern überliefert. Auch sein Sohn Hans Helmuth Chemin-Petit war ein bekannter Komponist.
Hans Chemin-Petit starb 1917 im Alter von 52 Jahren in Potsdam. Sein Grab befindet sich auf dem Luisenstädtischen Friedhof in Berlin-Kreuzberg.